# Juz' d'Inkan
El juz d'Inkan era un dels dotze ajzà o demarcacions territorials rurals d'època musulmana en què es dividia l'illa de Mallorca. Tenia una superfície aproximada d'uns 200 km² i abastava els actuals termes municipals d'Inca, Mancor, Selva, Campanet, Búger i sa Pobla, tot i que, en la seva perifèria, els seus límits no són exactes; per exemple, la part corresponent a sa Pobla de l'Albufera no en formava part i, en canvi, l'Alqueria de Vernissa sí (la major part actualment al terme d'Alcúdia).
El topònim Inkan podria derivar de l'arrel berber w.n que significa ‘pujada, elevació o terreny ascendent’.
El Repartiment, el Llibre dels fets de Jaume I i la documentació feudal immediata a la Conquesta de Mallorca són les principals fonts que ens informen de les seves característiques en l'època anterior. Així queda constància d'una vila ubicada a l'actual Inca, que disposava de mercat o assoc i de mesquita. La seva ubicació es degué veure afavorida per l'existència d'un nus de comunicacions fonamentat en la mahayyat Inkan (‘camí d'Inkan'), principal via de sortida de Madina Mayurqa cap a l'interior de l'illa i que en arribar a la vila es ramificava cap als districtes d'al-Jibal, Bullansa, Muruh, Djijnaw-Bitrah, Manaqur i Yartan. El medi rural estava conformat per 78 alqueries, 40 rafals i dues propietats sense especificar, que sumen 855 jovades, amb una extensió mitjana de 7 jovades, però amb extrems que van des d'1 a 50 jovades; així mateix el terme disposava de 15 molins d'aigua ubicats a la ribera dels distints torrents que hi transcorren en direcció a l'Albufera.
Sobre la base territorial del juz d'Inkan, es formà la demarcació feudal de la Batlia d'Inca i la divisió parroquial immediata a la conquesta amb Santa Maria d'Inca, Sant Llorenç de Selva i Sant Miquel de Campanet.